# سپیده‌دم (نقاشی)
سپیده‌دم (انگلیسی: Dawn) یک نقاشی از اود نردروم، هنرمند نروژی است که سال ۱۹۸۹ کشیده شد. نقاشی چهار مرد همسانِ چرم‌پوش را در حالتی نشسته، با دهان باز، چشمان بسته و سرهای بالاگرفته در زمینه‌ای خاکستری به‌ تصویر می‌کشد. سپیده‌دم به لحاظ ابعاد از نقاشی‌های بزرگ نردروم است؛ این اثر را دیوید بویی، ستارهٔ موسیقی راک در سال ۱۹۹۰ برای خانه‌اش خرید.
یکی از صحنه‌های فیلم سلول به‌گفتهٔ کارگردان فیلم، تارسم سینگ، مستقیماً تحت‌تأثیر این نقاشی ساخته شده است. او نقاشی را در خانهٔ بویی دیده بود.